# Bovenbouw Architectuur
Bovenbouw Architectuur is een Belgisch architectenbureau opgericht in 2011 door Dirk Somers. Het heeft kantoor in Antwerpen en werkt voornamelijk in België, in verschillende nationale en internationale samenwerkingen.

## Geschiedenis
Vanaf 2001 heeft Dirk Somers het architectenbureau Huiswerk architecten samen met Erik Wieërs. In 2011 richt hij een nieuw bureau op: Bovenbouw Architectuur.
Een van de eerste projecten van het bureau is een brandweerkazerne in de haven van Antwerpen.
Het boek Bovenbouw Architectuur. Living the Exotic Everyday won de DAM Architectural Book Award 2019.
In 2021 presenteerde Bovenbouw Architectuur het project 'Composite Presence' op de architectuurbiënnale in Venetië. Dirk Somers was hier aangesteld als curator voor het Belgische paviljoen in opdracht van het Vlaams Architectuurinstituut. In deze tentoonstelling liet hij zien hoe de informele houding ten opzichte van de stad in België samenkomsten van architectuur en stedenbouw opleveren die een eindeloze energie voor stedelijke architectuur opleveren.
In 2024 rondde Bovenbouw Architectuur de renovatie en transformatie van het voormalig hoofdkantoor van  Royal Belge op, in samenwerking met het Londense bureau Caruso St John en DDS+. Dit kantoorgebouw kwam na het vertrek van verzekeraar AXA in 2017 leeg te staan. In 2019 is er een competitie uitgeschreven door de bouwmeester van het Brussels gewest die gewonnen werd door Bovenbouw en Caruso St John.
In 2025 werd door de Vlaamse regering bekendgemaakt dat Bovenbouw Architectuur samen met het Zwitsers architectenbureau Christ & Gantenbein het nieuwe gebouw van het M HKA mag ontwerpen.